# Panda Bear Meets the Grim Reaper
Panda Bear Meets the Grim Reaper är det femte studioalbumet av den amerikanska musikern Panda Bear. Albumet släpptes 9 januari 2015.

## Låtlista
Alla låtar är skrivna och komponerade av Noah Lennox, förutom "Davy Jones' Locker" och "Shadow of the Colossus" som är skrivna av Peter Kember. 
| Nr           | Titel                           | Längd |
| ------------ | ------------------------------- | ----- |
| 1.           | Sequential Circuits             | 3:35  |
| 2.           | Mr Noah                         | 4:13  |
| 3.           | Davy Jones' Locker              | 0:35  |
| 4.           | Crosswords                      | 3:36  |
| 5.           | Butcher Baker Candlestick Maker | 3:07  |
| 6.           | Boys Latin                      | 4:12  |
| 7.           | Come to Your Senses             | 7:23  |
| 8.           | Tropic of Cancer                | 6:12  |
| 9.           | Shadow of the Colossus          | 0:17  |
| 10.          | Lonely Wanderer                 | 4:19  |
| 11.          | Principe Real                   | 4:54  |
| 12.          | Selfish Gene                    | 5:05  |
| 13.          | Acid Wash                       | 3:42  |
| Total längd: | Total längd:                    | 51:10 |